# Pierre-Étienne Monnot

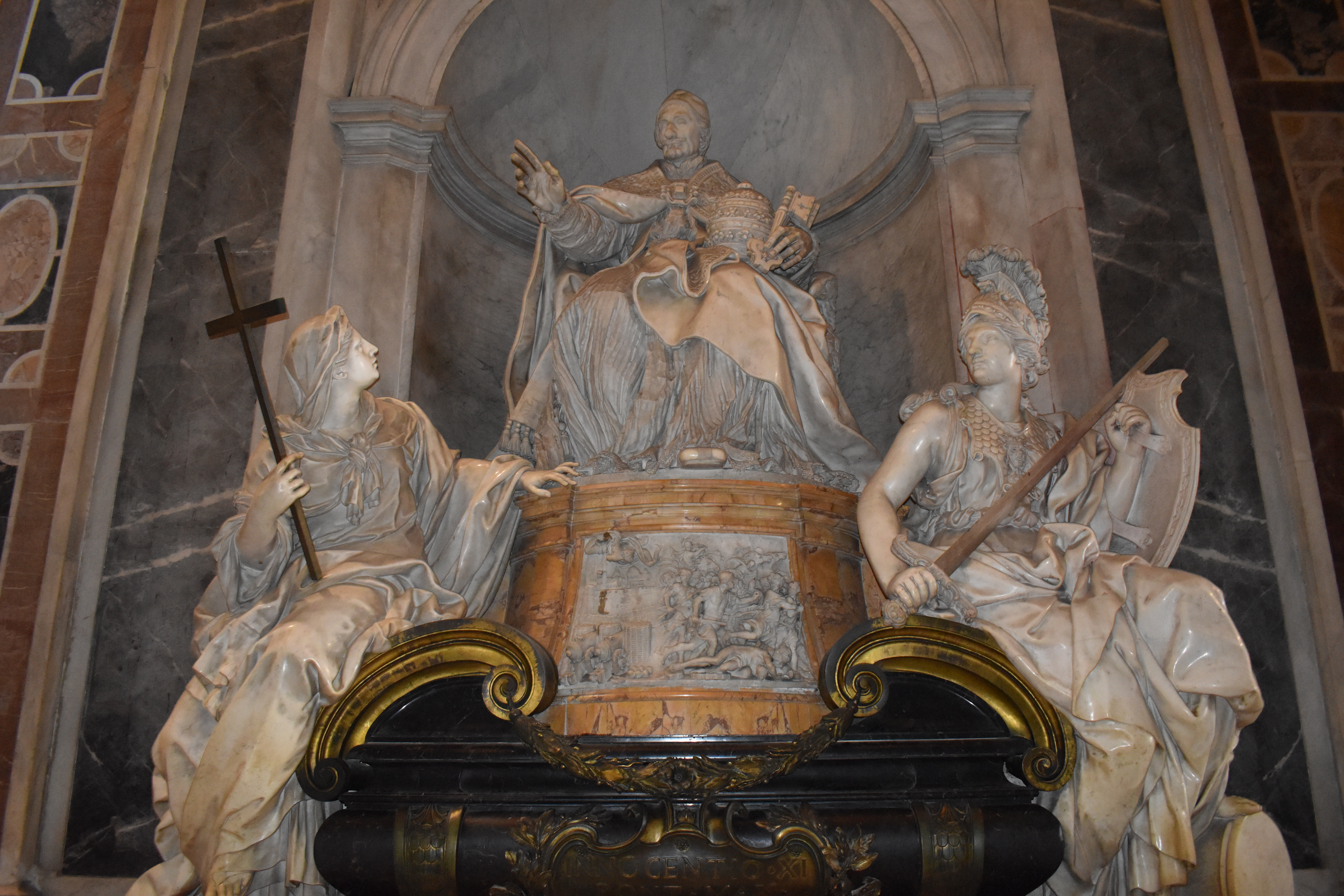
Monumento funerario del papa Inocencio XI. Basílica de San Pedro del Vaticano.

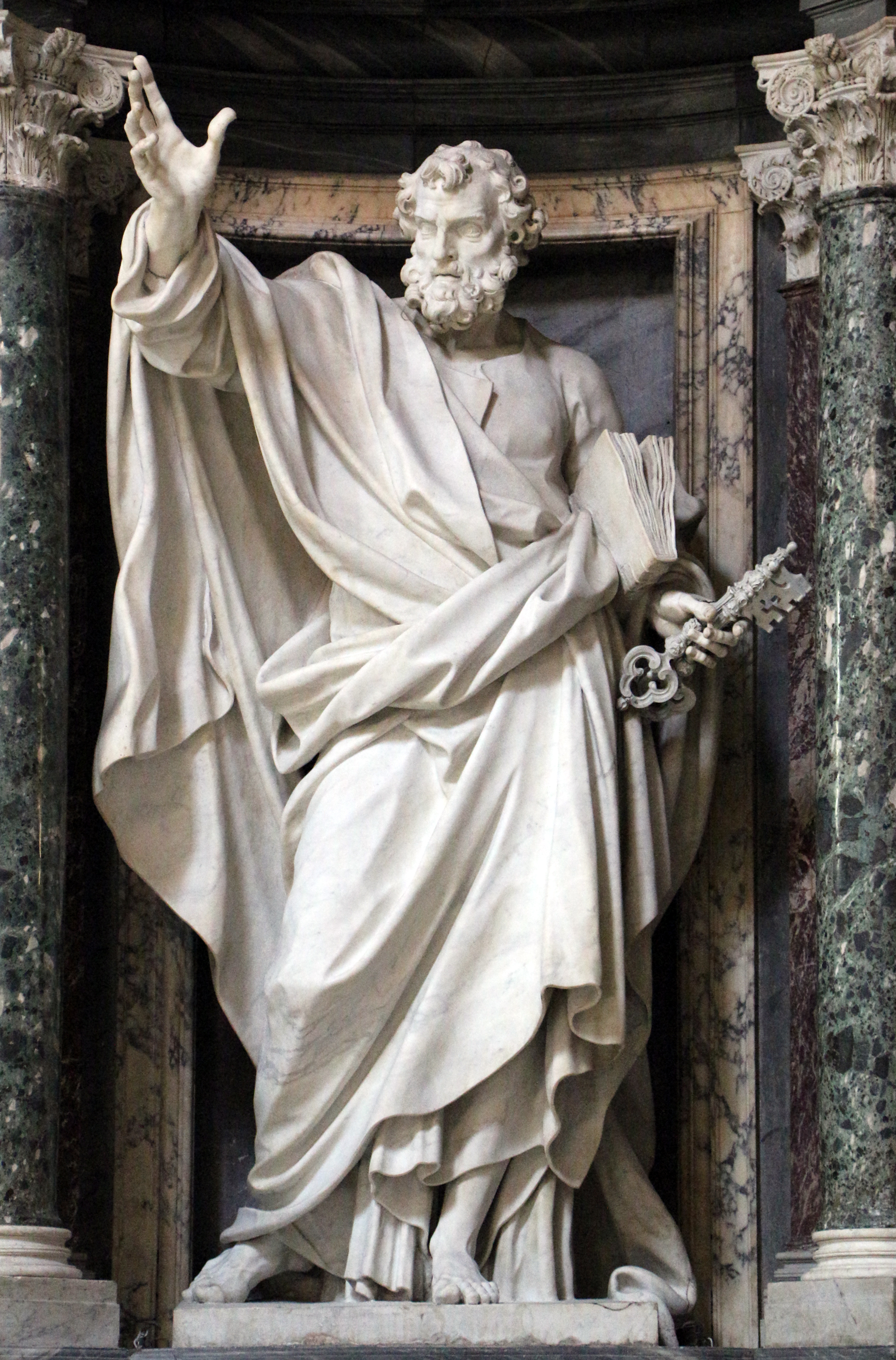
San Pedro, mármol. Basílica de San Juan de Letrán.

Pierre-Étienne Monnot (Orchamps-Vennes, 1657-Roma, 1733). Escultor barroco francés. Nacido en el Franco-Condado, pasó gran parte de su carrera artística en Roma y su obra, según Anthony Blunt, pertenece a la historia del barroco italiano.

## Biografía
Formado en Besanzón con su padre, Étienne Monnot, escultor en madera, tras alguna estancia en París y Dijon, en febrero de 1687 se estableció en Roma donde se incorporó a la cofradía de San Claudio, que agrupaba a los nacionales del Franco-Condado y los ciudadanos de Besanzón. Monnot fue rector de la cofradía, que tenía su sede en la iglesia de los Santos Claudio y Andrés de los Borgoñones (chiesa dei Santi Andrea e Claudio dei Borgognoni), en 1698-1699, 1704-1706 y 1710-1711. 
En los primeros años de su estancia romana realizó dos grandes bajorrelieves con la Natividad y la Huida a Egipto para la iglesia de Santa María de la Victoria y dos figuras de ángeles portadores del emblema jesuítico para el altar de la capilla de San Ignacio en la iglesia del Gesù, obra de Pierre Le Gros, con quien colaboró también en la tumba del papa Gregorio XV. A la protección del príncipe Livio Odescalchi, para el que realizó diversos trabajos, se debe el más importante de los encargos que recibió en la capital romana: el de la tumba del papa Inocencio XI en la Basílica de San Pedro, sobre un diseño de Carlo Maratta, en la que trabajó entre 1697 y 1704. En deuda con los monumentos funerarios de Alessandro Algardi y de Gian Lorenzo Bernini en la misma basílica vaticana, el grupo formado por la figura del papa bendiciendo, con la tiara y las llaves en el regazo y entronizado sobre su propio sarcófago, que es a la vez asiento de las virtudes de la Fe y la Justicia, forma uno de los conjuntos más representativos del sentido triunfal que se busca proyectar en el Barroco ante la muerte.
Gracias a la notoriedad obtenida con la tumba del papa Odescalchi, cuando Clemente XI decidió llenar los nichos de la gran nave de San Juan de Letrán con las esculturas de los doce apóstoles confió a Monnot las de san Pedro y Pablo, figuras monumentales de 4,25 m en mármol blanco, por las que cobró por cada una de ellas 5000 escudos romanos. Trabajó también para el cardenal Savo Millini, cuyo monumento funerario en la basílica de Santa María del Popolo es igualmente obra de Monnot, y para John Cecil, conde de Exeter, de viaje por Italia. En 1712 marchó a Kassel para trabajar en el Marmorbad, el baño de mármol del palacio que se había hecho construir el landgrave Carlos de Hesse deseando emular los jardines del palacio de Versalles. Formado por un conjunto de esculturas y relieves de tema mitológico en mármol blanco, en las que Monnot había empezado a trabajar sin un destino definido antes de recibir el encargo, no se completó el trabajo hasta 1728, aunque la estancia en Kassel de Monnot debió de verse interrumpida por frecuentes viajes a Roma, donde están firmadas en 1716 y 1720 dos de sus esculturas.
Murió en Roma el 24 de agosto de 1733 y fue enterrado en el coro de la iglesia de San Claudio.